# Миткевич (герб)
Миткевич (пол. Mitkiewicz) — польский дворянский герб.

## Описание
В серебряном поле бегущий олень натурального цвета с раной на бедре, в которой утверждён червлёный прапорец. Под оленем три червлёных литеры М, одна над другой. На щите дворянский коронованный шлем. Нашлемник: три страусовых пера, на которых золотой охотничий рог. Щит держат два серебряных грифа.

## Герб используют
Ян Миткевич, г. Миткевич, 18 февраля 1858 года жалован дипломом на потомственное дворянское достоинство Царства Польского.